# Canal Errera

O Canal Errera é um canal entre a costa oeste da Terra de Graham e a Ilha Rongé. Descoberta pela Expedição Antártica Belga, 1897–1899, sob o comando de Gerlache, que nomeou este canal em homenagem a Leo Errera, professor na Universidade de Bruxelas e membro da Comissão Belga.
 Este artigo incorpora material em domínio público  de United States Geological Survey   , documento "Canal Errera" (conteúdo do Geographic Names Information System).